# آنری پلیه
آنری پلیه (فرانسوی: Henri Peslier‎; ۴ ژانویهٔ ۱۸۸۰ – ۱۲ مهٔ ۱۹۱۲) بازیکن واترپلو و شناگر اهل فرانسه بود.